# Brasil Open 2011
Il Brasil Open 2011 è stato un torneo di tennis giocato su campi di terra rossa, facente parte della categoria ATP World Tour 250 series nell'ambito dell'ATP World Tour 2011. È stata la 11ª edizione del Brasil Open, e si è giocato nel complesso Costa do Sauipe di Mata de São João, in Brasile, dal 7 al 13 febbraio 2011.

## Partecipanti

### Teste di serie
| Nazione   | Giocatore            | Ranking | Testa di serie* |
| --------- | -------------------- | ------- | --------------- |
| Spagna    | Nicolás Almagro      | 13      | 1               |
| Spagna    | Albert Montañés      | 26      | 2               |
| Brasile   | Thomaz Bellucci      | 31      | 3               |
| Ucraina   | Aleksandr Dolhopolov | 32      | 4               |
| Argentina | Juan Ignacio Chela   | 39      | 5               |
| Spagna    | Tommy Robredo        | 40      | 6               |
| Italia    | Potito Starace       | 49      | 7               |
| Romania   | Victor Hănescu       | 53      | 8               |

* Le teste di serie sono basate sul ranking al 31 gennaio 2011.

### Altri partecipanti
I seguenti giocatori hanno ricevuto una wild card per il tabellone principale:
- Guilherme Clezar
- Fernando Romboli
- João Souza

I seguenti giocatori sono passati dalle qualificazioni:

- Facundo Bagnis
- Rogério Dutra da Silva
- André Ghem
- Leonardo Mayer

## Campioni

### Singolare
Nicolás Almagro ha battuto in finale  Aleksandr Dolhopolov per 6-3, 7–6(3). 
- È stato il primo titolo dell'anno per Almagro, l'ottavo in carriera.

### Doppio
Marcelo Melo /  Bruno Soares hanno battuto in finale  Pablo Andújar /  Daniel Gimeno Traver per 7–6(4), 6-3.